# Bildstock (Feuerthal; Elmrich)

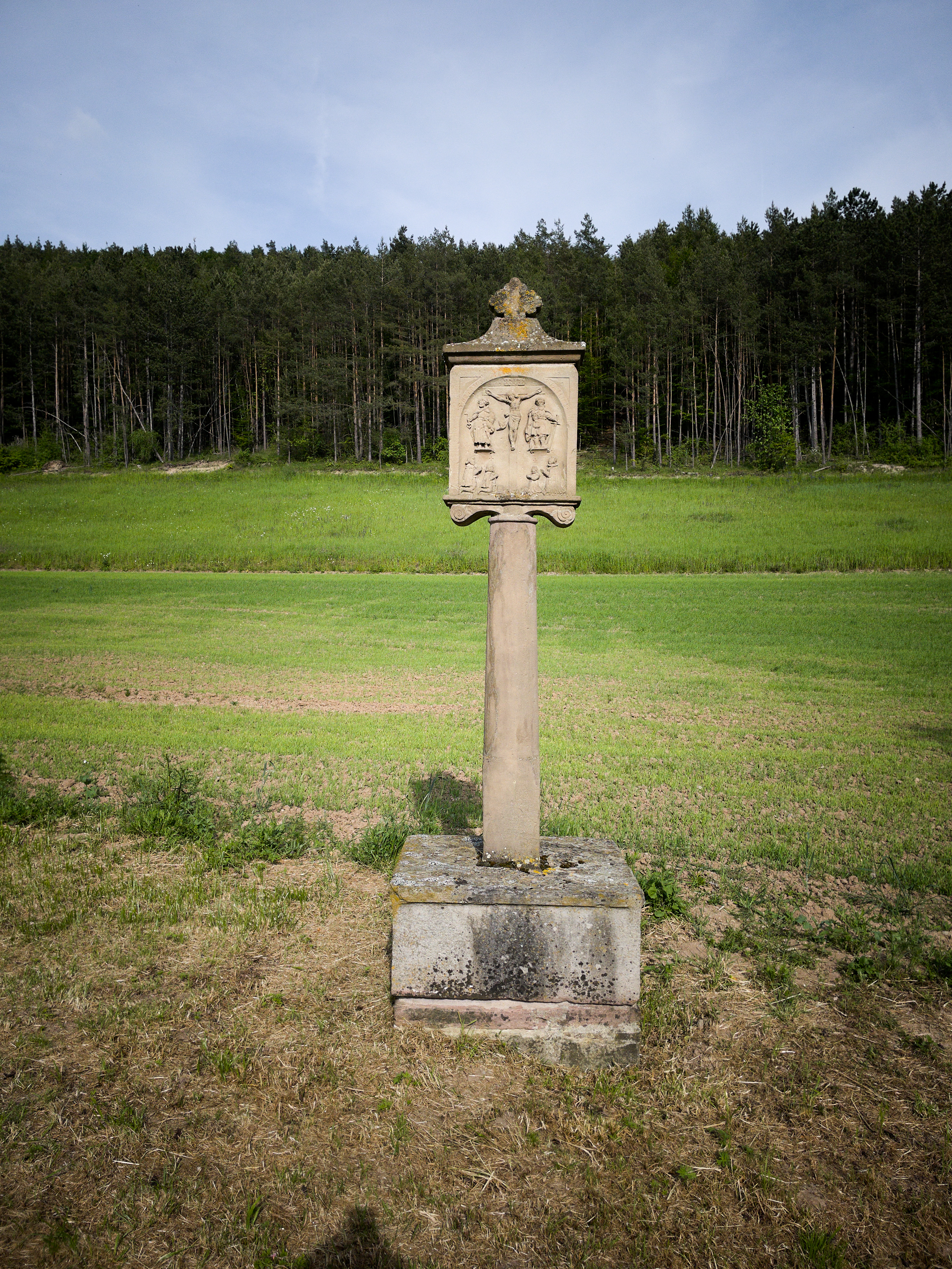
Bildstock in Feuerthal, Elmrich.

Der Bildstock Elmrich befindet sich in Feuerthal, einem Gemeindeteil der Kleinstadt Hammelburg im Landkreis Bad Kissingen, in der Flur Elmrich an der Straße nach Westheim.
Er gehört zu den Baudenkmälern von Hammelburg und ist unter der Nummer D-6-72-127-112 in der Bayerischen Denkmalliste registriert.

## Beschreibung
Der 340 cm hohe Bildstock besteht aus gelbem Sandstein und entstand im Jahr 1669. Er wurde in den 1970er Jahren von dem Hammelburger Bildhauer Ruppert renoviert.
Der Bildstock besteht aus einem großen Kapitell mit den Abmessungen 94 cm × 57 cm × 20 cm, mit Walmbedachung und Kleeblattkreuz und einem Dopelrelief. Das Doppelrelief zeigt auf der Beschauerseite die Kreuzigung Christi mit den hl. Simon Petrus und Paulus von Tarsus sowie darunter vier betende Stifter und auf der Rückseite die Marienkönigin in Rundbogennische. An den Seitenflächen befinden sich links der hl. Johannes und rechts der hl. Wendelinus und darunter die Worte „Bateron“. Zu beiden Seiten des Reliefs der Rückseite steht folgende Inschrift:

„Der Heil. Dreifaltigkeid

Maria Der Muder

Gotes S. Wendelin

Paderon ZV Ehren

ZV Seiner VND Seinem

Hausfrau Grda

VND Z. Kinder

Mardha VND

Pedri Gedeg

-NYS Hat Disen Biltsdock

AVFRICHDEN Lasen Der Ersa

-Me

Johan Koperle ZV FEVRTHAL

ANNO 1669“

Der Sockel hat die Abmessungen 91 cm × 103 cm × 103 cm. Der prismatische Säulenfuß hat die Abmessungen 47 cm × 25 cm × 25 cm. Die konische Rundsäule hat einen Umfang von 68 cm (oben) und 81 cm (unten). 